# Stade du Partizan
Pour les articles homonymes, voir JNA.
Le stade du Partizan (en serbe cyrillique : Стадион Партизана, et en serbe latin : Stadion Partizana) est un stade de football et d'athlétisme situé à Savski Venac, dans la municipalité de Belgrade, la capitale de Serbie. Il s'appelait anciennement Stadion JNA.
D'une capacité de 32 710 places, il a pour club résident le FK Partizan Belgrade, un des principaux clubs de football du pays, et a accueilli de nombreux matchs de l'équipe nationale yougoslave.

## Histoire
Construit après la Seconde Guerre mondiale sur le site de l'ancien BSK Stadion (le stade du BSK Belgrade), le stade porte longtemps le nom de l'Armée populaire yougoslave (en serbe latin Jugoslovenska narodna armija). Le stade est encore aujourd'hui régulièrement appelé en Serbie Stadion JNA.
Conçu initialement pour accueillir 69 000 spectateurs, mais limité finalement à 50 à 55 000 places, il accueille son premier match de football, qualificatif pour la Coupe du monde de 1950, le 9 octobre 1949 entre la Yougoslavie, qui l'utilisera régulièrement, et la France. Le Partizan, club de l'armée yougoslave fondé en 1945, en devient le club résident dès 1949. Le stade est finalement officiellement inauguré en 1951. Ses supporteurs (les Grobari) le surnomment bientôt Fudbalski Hram (en français : « Le temple du football »).
Il est utilisé chaque année pour les défilés du Jour de la jeunesse, le 25 mai en Yougoslavie, entre 1957 et 1987. De 1959 à 1963, il accueille également le grand club rival du Partizan : l'Étoile rouge de Belgrade, au moment de la construction du stade de l'Étoile rouge. En septembre 1962, il accueille les Championnats d'Europe d'athlétisme.

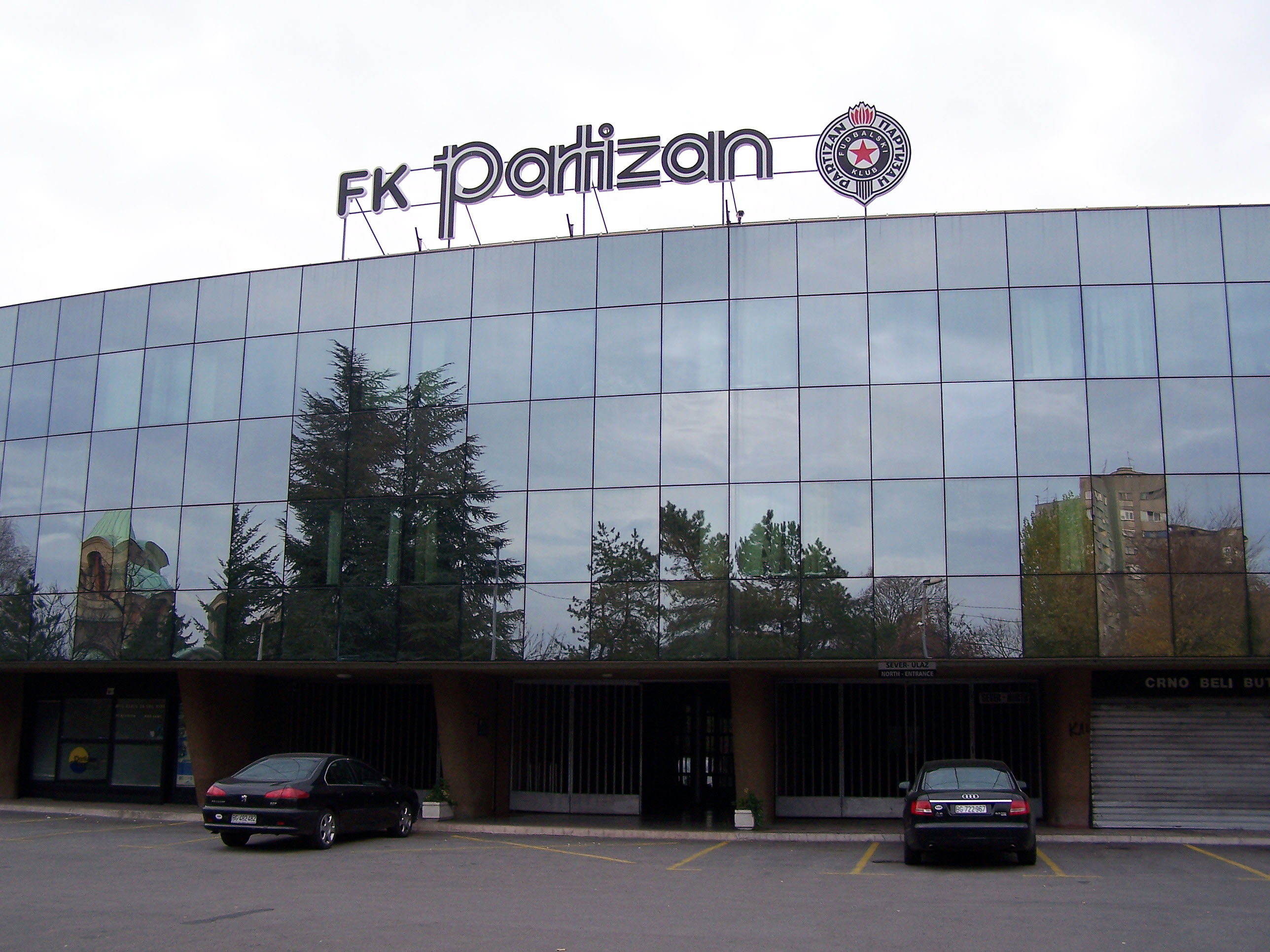
Entrée du stade du Partizan

En avril 1989, alors que la Yougoslavie est proche de sa fin, le FK Partizan Belgrade rachète le stade à l'armée et le rebaptise à son nom.
Pour répondre aux critères de sécurité de l'UEFA, l'enceinte est rénovée en 1998 et sa capacité est progressivement réduite à 32 710 places, toutes assises. À la fin des années 2000, un projet prévoit la destruction complète du stade actuel et la reconstruction d'un nouveau stade. Les travaux, prévus à partir de 2007 et pour deux ans, devaient donner naissance à un complexe de 12 hectares comprenant, outre le stade, un hôtel cinq étoiles, un centre d'affaires et de nombreux appartements. Le projet est reporté puis finalement abandonné.
En septembre 2010, le stade est retouché pour satisfaire aux critères de la Ligue des champions de l'UEFA. La hauteur des barrières est réduite, le terrain agrandi, les buts sont rénovés et des loges de journalistes sont construites pour les journalistes sur la tribune Ouest. Le match européen face aux Anglais d'Arsenal le 20 septembre est pourtant tout proche d'être annulé à la suite de la défaillance de deux des quatre projecteurs. La réparation de l'un des deux à la dernière minute permet la tenue de la rencontre. En mars 2012, le panneau d'affichage, vieux de 55 ans, est remplacé par un affichage LED.

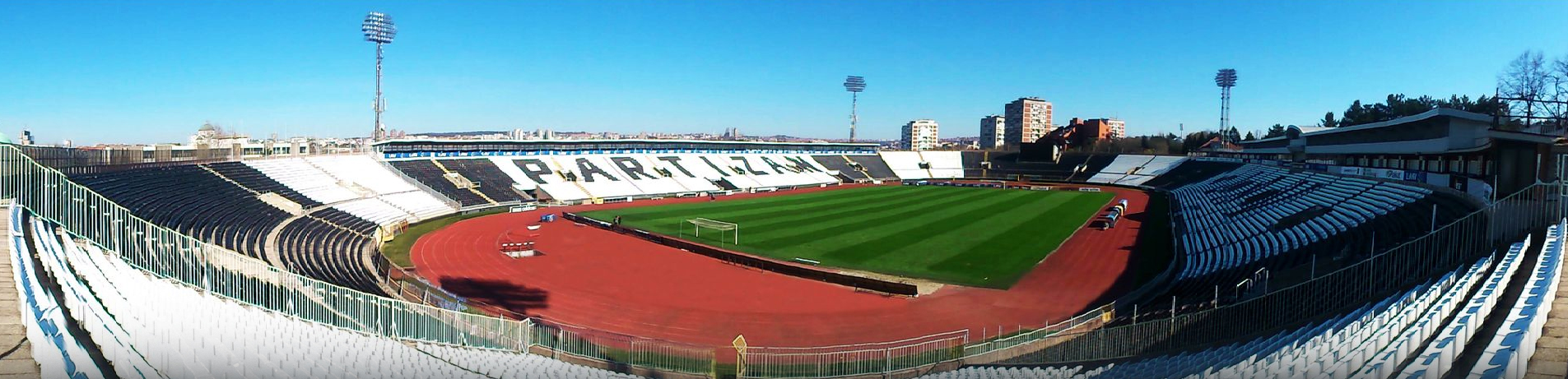
Panoramique du stade Partizan